# شينجي إيكاري
شينجي إيكاري (باليابانية: 碇シンジ، بالروماجي: Ikari Shinji)، هو شخصية خيالية وبطل مسلسل الأنمي نيون جينيسيس إيفانجيليون من إخراج هيدياكي أنو. شينجي هو بطل المسلسل (وفي كل الأعمال الجانبية لإيفانجيليون)، والولد الثالث، ويقود إيفانجيليون الوحدة-01. شينجي هو الابن الوحيد لغيندو إيكاري ويوي إيكاري.

## الفكرة
علاقة شينجي مع الإيفانجيليون وحالته كقائد لها متناقضة بشكل كبير؛ المسلسل بأكمله أشبه برواية تركيبية مركزة حول شينجي.

يُنظر عادة إلى شينجي كنسخة أو انعكاس لمخرج إيفانجيليون. وقد أشار أنّو إلى مسار القصة كاستعارة من حياته.
«إيكاري» تعني «المرساة» باليابانية. سمي شينجي إثر المؤسس المشارك لغايناكس، شينجي هيغوتشي. مصمم شخصيات إيفانجيليون، يوشيوكي ساداموتو، قام بتصميم شينجي باقتباسه من شخصية ناديا (رولا)، من مسلسل غايناكس المشهور في عام 1990-1991، ناديا: سر من المياه الزرقاء (الماسة الزرقاء).
وصف أنّو بطل القصة، شينجي إيكاري، بأنه فتى «أصغر من التواصل البشري»، وبأنه «أقنع نفسه بأنه شخص لا لزوم له على الإطلاق، لدرجة أنه لا يستطيع الانتحار». ووصف أنّو شينجي وميساتو كاتسراغي بأنهما «خائفان من الأذى لدرجة كبيرة، و» غير مناسبين -لنقص التصرفات المناسبة- ليكونا بطلي مغامرة"." عند مقارنته بالبطل الاعتيادي، يتميز شينجي بنقص الطاقة والمشاعر بدلاً من البطولة أو الشجاعة.
ميغومي أوغاتا، مؤدية صوت شينجي، وجدت المشهد الأخير من الفيلم نهاية إيفانجيليون صعب التأدية. انسجمت أوغاتا مع المشهد وقامت بخنق يوكو ميامرا، مؤدية صوت أسكا، خلال ذلك المشهد، مما جعل التحدث «صعباً جداً» لميامرا قراءة نصها بسرعة بعد ذلك. وتعتبر أوغاتا أداءها لدور شينجي إيكاري واحداً من أدوارها التي «لا تُنسى».

## الظهور

### نيون جينيسيس إيفانجيليون
يؤدي شينجي دور بطل القصة في نيون جينيسيس إيفانجيليون وظهر لأول مرة في المسلسل في الحلقة الأولى عندما دعي إلى طوكيو-3 من قبل والده. من دون أن يعلم شينجي بسبب رسالة والده، ولكن والده أخبره بأنه دعاه للحضور ليعمل كقائد إيفانجيليون الوحدة-01. وافق شينجي بتردد وهزم الملاك الثالث، ساكييل، بالحظ بعد هيجان الوحدة-01. بعد الهجوم الابتدائي للملاك، بدأ شينجي حضور مدرسة في طوكيو-3 وقابل توجي سوزوهارا وكنسكي أيدا اللذين صارا أفضل صديقين له. عندما ظهر رامييل وحاول تدمير مقر نيرف، تعاون شينجي مع ريه واستطاعا تدمير الملاك. التقى شينجي بعد ذلك بأسكا لانغلي سوريو، قائدة إيفانجيليون من ألمانيا، واستطاع الاثنان هزيمة غاغييل بنجاح.
بعد إجبار شينجي على قتال إيفا-03 المسيطر عليها من قبل باردييل والتي حُبس توجي بداخلها، قرر شينجي مغادرة نيرف. عاد شينجي بعد ذلك، لكن بعد ظهور زيرويل وتعطليه لوحدتي الإيفا الباقيتين. هزم شينجي الملاك ووصلت نسبة توافقه مع الإيفا إلى 400% وعلق داخل نواتها لمدة شهر قبل تحريره منها. بعد موت ريه الظاهري وإحيائها بعد ذلك ودخول أسكا في غيبوبة، أصاب شينجي حالة اكتئاب. التقى بعدها بكاورو ناغيسا وصار الاثنان صديقين؛ لكن اتضح في النهاية أن كاورو في الواقع هو الملاك الأخير، وعلى شينجي أن يقتله.

### نهاية إيفانجيليون
يتابع الفيلم نهاية إيفانجيليون قصة شينجي، وسقوطه في دوامة الاكتئاب وفقدانه التام للرغبة في الحياة. وهو على هذه الحالة لمعظم الفيلم. وبقي غير قادر على الحركة حتى مع موت أصدقائه، ومن بينهم أسكا وميساتو. بعد مشاهدته لجثة الوحدة-02 المقطعة محمولة من قبل إيفا الإنتاج المتسلسل، فقد شينجي آخر رمق من السكون والعقلانية مع بداية الاصطدام الثالث. مر شينجي بالعديد من الخيالات الاستبطانية إلى أن قرر في النهاية أن يعيش ويعود إلى الأرض. ظهرت أسكا بجانب شينجي وحاول شينجي أن يخنقها، لكنه توقف وانكسر خاطره بعد أن استعادت أسكا وعيها ومسحت خده بلطف.

### إعادة بناء إيفانجيليون
في سلسلة أفلام إعادة بناء إيفانجيليون، عاد شينجي كبطل القصة المركزي. ظهر لأول مرة في الفيلم الأول إيفانجيليون: 1.0 أنت (غير) وحيد، حيث يظهر متحدثاً بشكل أكبر من السابق في المسلسل. في هذا الفيلم، دور شينجي مشابه بشكل كبير دوره السابق في المسلسل التلفزيوني، حيث تم تعيينه كقائد الوحدة-01، وتعاون مع ريه في هزيمة الملاك رامييل. ظهور شينجي التالي في إيفانجيليون: 2.0 أنت (لا) تستطيع التقدم. في هذا الفيلم، يتابع شينجي مهامه كقائد للوحدة-01، وإن كان بتردد. في قتاله مع باردييل، حيث أجبره والده على إضرار أسكا بشكل خطير، ترك شينجي مهامه وقرر مغادرة نيرف. بعد أن التهم زيرويل ريه، عاد شينجي وانتصر على الملاك عن طريق اندماجه مع الإيفانجيليون. في 3.0، بعد 15 سنة، استيقظ شينجي في عالم متغير بسبب الاصطدام الثالث الذي بدأه. الجميع يعاملونه بكراهية عدا كاورو، حتى أسكا لكمت نافذة تفصل بينهما. مستنسخة من ريه تقود الآن مارك.09، معروفة أيضاً باسم وعاء الآدمين. علم شينجي أنه رغم محاولته إنقاذ ريه، اكتشف أنه لم ينقذها. حاول هو وكاورو محو الاصطدام الثالث باستعمال رمحي لونغينوس وكاسيوس، لكن بدل ذلك بدأ الاصطدام الرابع، مدمراً طوكيو-3 أكثر مما هي عليه. بعدها ضحى كاورو بنفسه تاركاً شينجي الذي فقد إرادة الحياة.

### في وسائل أخرى
ظهر شينجي في معظم إصدارات المانغا عن نيون جينيسيس إيفانجيليون، بما فيها مانغا يوشيوكي ساداموتو. تتابع المانغا بشكل عام قصة الأنمي مع تعديلات في بعض الأحيان في الأحداث. في هذه المانغا، دور شينجي مشابه جداً لمقابله في الأنمي، بالرغم من أن التغييرات في الشخصية واضحة. شينجي أيضاً هو البطل الرئيسي في مشروع تدريب شينجي إيكاري ونيون جينيسيس إيفانجيليون: غاكوين داتينروكو، حيث مثل شخصية منفتحة أكثر من مقابله في الأنمي.
شينجي، مع شخصيات إيفانجيليون الأخرى، ظهر لمرات متكررة في ألعاب الفيديو، مثل نيون جينيسيس إيفانجيليون لجهاز نينتندو 64. شينجي شخصية يمكن اللعب بها سلسلة الألعاب المختلطة سوبر روبوت وورز حيث يظهر مع شخصيات إيفانجيليون يعملون مع شخصيات من مسلسلات من نوع الميكا.

## الاستقبال
حصل شينجي على المركز ال25 في قائمة آي جي إن لأفضل 25 شخصية أنمي. علق المحرر إريك مكنزي بأن طاقم آي جي إن أحبوه «ليس بما هو عليه، بل لما يمكنه أن يكون». في استطلاع لمجلة نيوتايب من مارس 2010، صُوت لشينجي كأفضل الشخصيات الذكور في التسعينات من القرن 20. جائزة أنيميج الكبرى العشرون صنفت شينجي كأفضل الشخصيات الذكور للعام. بيتي هاركوف، ناقد أدبي من أنمي كريتيك، أعطى عرضاً إيجابياً عن نيون جينيسيس إيفانجيليون مع إعطائه نظرة سلبية حول شخصية شينجي، حيث قال بأن شينجي غير مؤثر ومخيب للظنون عند مشاهدته.